# Грб Угљевика
Грб Угљевика је званични грб српске општине Угљевик. Усвојен је 27. јуна 2001. године.
Грб је дизајнирало „Српско хералдичко друштво“ и у потпуности садржи све елементе савремене европске хералдике.

## Опис грба
Мали грб Угљевика је дијагонално подијељен штит на четири поља. У првом пољу је на златној подлози, црвени крилати бик са ореолом - алегоријска представа Св. Јеванђелисте Луке, чије су мошти почивале у Теочаку. У другом, на зеленом пољу, грана храста. У трећем на зеленом пољу, грана шљиве, доминантне воћарске културе. И у четвртом пољу, на црној подлози два укрштена сребрена рударска чекића.
Зелена и црна поља штита асоцирају на рударску заставу.
Средњи грб има штит између грана храста и шљиве у природним бојама. Грб је крунисан сребреном бедемском круном без грудобрана и са именом општине „Угљевик“, у подножју.
Велики грб има штит крунисан истом круном и чуваре. Држачи грба су, десно је Филип Вишњић у народној ношњи држи уз ногу гусле и заставу Српске, док је лијево рудар у свечаној униформи, држи уз ногу маљ и заставу Угљевика. Држачи стоје на травнатом подножју са стеновитом планином у средини, на којој је зидани улаз у рудник, стилизовано као и улазне двери зграде Дирекције Рудника из 1921. године (у реплици зграде сада смјештен Центар за културу и Народна библиотека).